# Belén Lluvia de Gracia
Belén Lluvia de Gracia är en ort i Mexiko.   Den ligger i kommunen Teopisca och delstaten Chiapas, i den sydöstra delen av landet, 800 km öster om huvudstaden Mexico City. Belén Lluvia de Gracia ligger 2 075 meter över havet och antalet invånare är 259.
Terrängen runt Belén Lluvia de Gracia är kuperad åt nordost, men åt sydväst är den bergig. Runt Belén Lluvia de Gracia är det ganska tätbefolkat, med 104 invånare per kvadratkilometer. Närmaste större samhälle är Teopisca, 5,9 km sydost om Belén Lluvia de Gracia. I omgivningarna runt Belén Lluvia de Gracia växer huvudsakligen savannskog.